# David Alan Basche

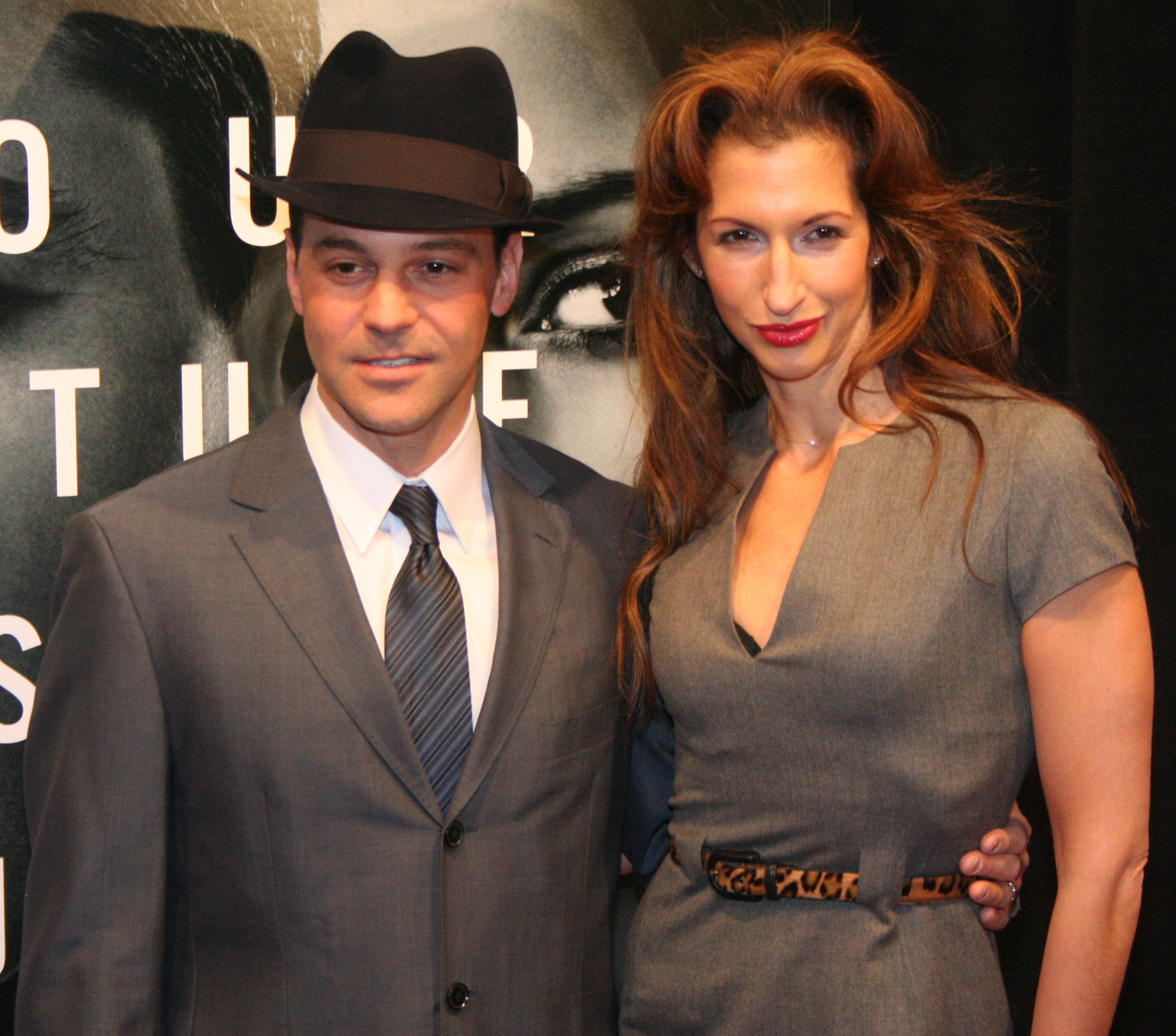
David Alan Basche mit Ehefrau Alysia Reiner bei der Premiere Der Plan (2011)

David Alan Basche (* 25. August 1968 in Hartford, Connecticut) ist ein US-amerikanischer Film- und Theaterschauspieler.

## Leben
Basche wurde in Hartford, Connecticut geboren. Seine erste Rolle hatte er in der Schulproduktion Die Abenteuer des Tom Sawyer, in der sechsten Klasse der West Hartfords Nordfeldt Elementary School. Basche beschreibt sich und sein damaliges Auftreten als wütenden Besserwisser und erhielt dadurch einige Hauptrollen in weiteren Schulproduktionen. Basche spielte in einigen Stücken mit, die im Greater Hartford Jewish Community Center gezeigt wurden. Während seines Besuches der King Philip Middle School erhielt Basche zehn Rollen bei Film- und Fernsehproduktionen; anschließend ging er auf die Hall High School in West Hartford. Danach besuchte Basche das Emerson College. Basche ist mit der Schauspielerin Alysia Reiner verheiratet, die er bei der Produktion von Shakespeares Was ihr wollt kennenlernte. Die beiden sind seit dem 5. Dezember 2008 Eltern einer Tochter. Basche hat ein Tattoo am linken Handgelenk mit der Aufschrift: „There Is No Perfect“.
Seine erste Hauptrolle hatte er 1999 in der Sitcom von Alan Ball, Oh Grow Up, von der nur zwölf Folgen ausgestrahlt wurden. Anschließend spielte er die Rolle des Steven Keats in the NBC Sitcom Three Sisters. 2002 spielte er in Steven Soderberghs Voll Frontal an der Seite von David Duchovny, Blair Underwood und Julia Roberts mit. Mit Letztgenannter flirtet er unter anderem in dem Film. Im Jahr 2005 spielte er in Steven Spielbergs Krieg der Welten den Charakter Tim, den Stiefvater von Dakota Fanning und Justin Chatwins Charakteren, der Kindesvater wird von Tom Cruise gespielt. 2006 verkörperte er Todd Beamer in Flug 93, der auf den Ereignissen der Terroranschläge am 11. September 2001 in den Vereinigten Staaten basiert. Flug 93 von United Airlines war das vierte Flugzeug, welches an diesem Tag entführt wurde.
In dem Fernsehfilm I’ll Believe You erhielt er die Hauptrolle des Dale Sweeney und spielte an der Seite von Chris Elliott und Ed Helms. Im Jahr 2008 hatte er wiederkehrenden Rollen in Lipstick Jungle auf NBC als Mike Harness für sechs Folgen und The Starter Wife – Alles auf Anfang auf USA Network als Kenny Kagan für zehn Folgen. Lipstick Jungle wurde nach zwei Staffeln und The Starter Wife wurde bereits nach der ersten Staffel wieder abgesetzt. 2010 folgten Gastauftritte in Law & Order: Special Victims Unit, White Collar, Criminal Intent – Verbrechen im Visier und The Mentalist.
Im gleichen Jahr spielte er die Rolle David in der Komödie Sex and the City 2, der den Charakter von Sarah Jessica Parker anfährt. 2011 war er als ESPN Kommentator in dem Science-Fiction-Film Real Steel, mit Hugh Jackman in der Hauptrolle, und als Assistent von Terence Stamps Charakter im Thriller Der Plan, mit Matt Damon in der Hauptrolle, zu sehen. Derzeit steht David Alan Basche für die Serie The Exes als geschiedener Zahnarzt Stuart Gardner vor der Kamera.
Neben der Schauspielerei in Filmen und Serien spielt er auch am Theater. Mit Eli Wallach erzielte Basche mit dem Stück Visiting Mr. Green einen großen Erfolg. Dabei verkörperte er den Charakter Ross Gardiner in acht Vorstellungen pro Woche und das über ein Jahr lang.
Privat setzt er sich für Wohltätigkeitsprojekte, unter anderem für Menschen, die an Krebs erkrankt sind oder die an Autismus leiden, ein.

## Filmografie (Auswahl)
- 1998; 2006; 2009: Law & Order (Fernsehserie, 3 Folgen)
- 1999: Oh, Grow Up (Fernsehserie, 12 Folgen)
- 2001: Lady Cops – Knallhart weiblich (Fernsehserie, Folge 1x16 Obsession)
- 2001: Ed – Der Bowling-Anwalt (Ed, Fernsehserie, 1x22 Prom Night)
- 2001–2002: Three Sisters (Fernsehserie, 18 Folgen)
- 2002: CSI – Den Tätern auf der Spur (CSI: Crime Scene Investigation, Fernsehserie, Folge 2x22 Cross-Jurisdictions)
- 2002: Voll Frontal (Full Frontal)
- 2003: Frasier (Fernsehserie, Folgen 10x23–10x24)
- 2004: Bring mich heim (Carry Me Home)
- 2005: Crazylove
- 2005: Krieg der Welten (War of the Worlds)
- 2006: Flug 93 (United 93)
- 2006: Shut Up and Sing
- 2006–2010: Criminal Intent – Verbrechen im Visier (Law & Order: Criminal Intent, Fernsehserie, 2 Folgen)
- 2007: I’ll Believe You
- 2007: 30 Rock (Fernsehserie, Folge 1x15 Hard Ball)
- 2008: Lipstick Jungle (Fernsehserie, 6 Folgen)
- 2008: The Starter Wife – Alles auf Anfang (The Starter Wife, Fernsehserie, 10 Folgen)
- 2009: Royal Pains (Fernsehserie, Folge 1x05 No Man Is an Island)
- 2010: Law & Order: Special Victims Unit (Fernsehserie, Folge 11x14 Savior)
- 2010: Sex and the City 2
- 2010: White Collar (Fernsehserie, Folge 2x02 Need to Know)
- 2010: The Mentalist (Fernsehserie, Folge 3x10 Jolly Red Elf)
- 2011: Der Plan (The Adjustment Bureau)
- 2011: Real Steel
- 2011–2015: The Exes
- 2015: Elementary (Fernsehserie, Folge 4x08 A Burden Of Blood)

## Theater

### New York Theater
| Titel                             | Rolle         | Ort                                    |
| --------------------------------- | ------------- | -------------------------------------- |
| Snakebit                          | Jonathan      | Outer Critics Circle                   |
| Love in the Age of Narcissism     | Join          | The Directors Company                  |
| Visiting Mr. Green                | Ross Gardiner | Union Square Theater (mit Eli Wallach) |
| WASPs In Bed                      | Allan         | Beckett Theater                        |
| Don't Let Destiny Push You Around | Jack          | John Montgomery Theater                |
| Macbeth                           | MacDuff       | The Promenade Theater                  |
| Measure for Measure               | Angelo        | New Generations NY                     |

### Regionale Theater
| Titel               | Rolle           | Ort                                         |
| ------------------- | --------------- | ------------------------------------------- |
| Dating Games        | Daniel/Spence   | The Lillian Theater, Los Angeles            |
| September Forever   | Henry           | Williamstown Theater Festival               |
| The Golden Age      | Tom             | Theatreworks Hartford (mit Elizabeth Franz) |
| Romeo and Juliet    | Gregory         | Hartford Stage Company                      |
| A Dybbuk            | Reb Mal/Yeshiva | Hartford Stage Company                      |
| Death of a Salesman | Biff            | New Jersey Shakespeare Festival             |